# 歸來的獸電戰隊強龍者 100 Years After
《歸來的獸電戰隊強龍者 100 Years After》（日语：帰ってきた獣電戦隊キョウリュウジャー 100 YEARS AFTER）是東映2014年製作的《超級戰隊系列》中歸來篇的第五部作品。

## 概要
- 本作為《獸電戰隊強龍者》的歸來篇作品。
- 故事設定在電視本編最終回結束後100年後2114年的世界，描述未来《獸電戰隊強龍者》的活躍表現。

## 故事
故事發生在「桐生大吾 / 強龍紅」所率領的「現代強龍者」在2014年把「亡領軍」全部消滅之後100年，2114年亡領又再次在世界復活。
原本身為亡領軍一員，在亡領全滅後，投入人類，在地球上與人類和平共處展開新生活的賢神_嘉黎蕾和賢神實習生_拉丘洛為了阻止亡領軍的侵略，而像當時的多林一樣，集結了新的強龍者，選出了6位戰士，但這6位戰士奇蹟般的居然是大吾他們的後代子孫……

## 登場人物

### 2114年的強龍者
賢神_嘉黎蕾召集的2114年的強龍者，大吾等人的子孫
剛開始，只有伸太因為與獸電龍的力量吻合，可以發揮全部的力量，其餘五位因為與獸電龍的力量不吻合，無法發揮全部的力量。
阿大_自己所選的顏色
| 演員   | 角色 | 代號     | 代表龍 |
| ------ | ---- | -------- | ------ |
| 竜星涼 | 阿大 | 強龍深藍 | 棘背龍 |

- 阿大_心中真正所屬的顏色

| 演員   | 角色 | 唱名     | 代號   | 代表龍 |
| ------ | ---- | -------- | ------ | ------ |
| 竜星涼 | 阿大 | 牙之勇者 | 強龍紅 | 暴龍   |

桐生大吾和艾美結月的曾孫，艾美姐的弟弟。
性格剛好完全跟擁有很強的氣勢的大吾相反，阿大的氣勢非常弱。

阿伊_自己所選的顏色
| 演員     | 角色 | 代號   | 代表龍 |
| -------- | ---- | ------ | ------ |
| 齊藤秀翼 | 阿伊 | 強龍銀 | 腕龍   |

- 阿伊_心中真正所屬的顏色

| 演員     | 角色 | 唱名       | 代號   | 代表龍 |
| -------- | ---- | ---------- | ------ | ------ |
| 齊藤秀翼 | 阿伊 | 彈丸之勇者 | 強龍黑 | 副櫛龍 |

伊恩·尤克蘭的子孫。
是個愛玩音樂的年輕人。

伸太_自己所選的顏色
| 演員     | 角色 | 代號   | 代表龍 |
| -------- | ---- | ------ | ------ |
| 金城大和 | 伸太 | 強龍藍 | 劍龍   |

- 伸太_心中真正所屬的顏色

| 演員     | 角色 | 唱名     | 代號   | 代表龍 |
| -------- | ---- | -------- | ------ | ------ |
| 金城大和 | 伸太 | 鎧之勇者 | 強龍藍 | 劍龍   |

有働伸治的子孫。
2114年的成員中唯一從開始就選對自己的顏色
在設定上是嫁到東北的有働伸治的姪女福井理香的孫子。

總司郎_自己所選的顏色
| 演員     | 角色   | 代號   | 代表龍 |
| -------- | ------ | ------ | ------ |
| 塩野瑛久 | 總司郎 | 強龍灰 | 厚頭龍 |

- 總司郎_心中真正所屬的顏色

| 演員     | 角色   | 唱名       | 代號   | 代表龍 |
| -------- | ------ | ---------- | ------ | ------ |
| 塩野瑛久 | 總司郎 | 斬擊之勇者 | 強龍綠 | 迅猛龍 |

立風館總司與勝山琳的曾孫。

艾美姐_自己所選的顏色
| 演員     | 角色   | 代號   | 代表龍 |
| -------- | ------ | ------ | ------ |
| 今野鮎莉 | 艾美姐 | 強龍青 | 甲龍   |

- 艾美姐_心中真正所屬的顏色

| 演員     | 角色   | 唱名     | 代號     | 代表龍 |
| -------- | ------ | -------- | -------- | ------ |
| 今野鮎莉 | 艾美姐 | 角之勇者 | 強龍粉紅 | 三角龍 |

艾美結月和桐生大吾的曾孫，阿大的姊姊。

空比_自己所選的顏色
| 演員     | 角色 | 代號   | 代表龍 |
| -------- | ---- | ------ | ------ |
| 丸山敦史 | 空比 | 強龍紫 | 蛇頸龍 |

- 空比_心中真正所屬的顏色

| 演員     | 角色 | 唱名       | 代號   | 代表龍   |
| -------- | ---- | ---------- | ------ | -------- |
| 丸山敦史 | 空比 | 雷鳴之勇者 | 強龍金 | 無齒翼龍 |

空蟬丸的子孫。
2114年時期_保齡球_界的高手

### 2013年的強龍者
| 演員   | 生日       | 出生地 | 角色     | 唱名     | 代號   | 代表龍 | 替身     |
| ------ | ---------- | ------ | -------- | -------- | ------ | ------ | -------- |
| 龍星涼 | 1993/03/24 | 東京都 | 桐生大吾 | 牙之勇者 | 強龍紅 | 暴龍   | 押川善文 |

21歲，隊長，可以聽見地球真的聲音和看到地球之光。
在電視本篇最後，和艾美成為情侶。
| 演員     | 生日       | 出生地 | 角色        | 唱名       | 代號   | 代表龍 | 替身     |
| -------- | ---------- | ------ | ----------- | ---------- | ------ | ------ | -------- |
| 齊藤秀翼 | 1993/03/01 | 熊本縣 | 伊恩·尤克蘭 | 彈丸之勇者 | 強龍黑 | 副櫛龍 | 竹內康博 |

24歲，副隊長
平常叫大吾叫King，但有時和其他成員在說話時，也會脫口而出的叫大吾那個笨蛋。
| 演員     | 生日       | 出生地 | 角色     | 唱名     | 代號   | 代表龍 | 替身     |
| -------- | ---------- | ------ | -------- | -------- | ------ | ------ | -------- |
| 金城大和 | 1983/09/09 | 沖繩縣 | 有働伸治 | 鎧之勇者 | 強龍藍 | 劍龍   | 高田將司 |

33歲，成員中年紀最長的。
綽號「伸叔」，但是本人自己是不太喜歡，因為聽起來像「大叔」。
| 演員     | 生日       | 出生地 | 角色       | 唱名       | 代號   | 代表龍 | 替身     |
| -------- | ---------- | ------ | ---------- | ---------- | ------ | ------ | -------- |
| 塩野瑛久 | 1995/01/03 | 東京都 | 立風館總司 | 斬擊之勇者 | 強龍綠 | 迅猛龍 | 淺井宏輔 |

17歲，成員中年紀最小成員，還是一名高中生。
成員中唯一一個反手持龍咬斬刃戰鬥。後習得多林的劍法「Trinity Slash」，多林並於臨死前將自己的佩劍「羽刃」傳給自己。
在100年後得知與勝山琳結婚
100年後仍然在世，現已經116歲。
| 演員     | 生日       | 出生地 | 角色     | 唱名     | 代號     | 代表龍 | 替身     |
| -------- | ---------- | ------ | -------- | -------- | -------- | ------ | -------- |
| 今野鮎莉 | 1997/01/10 | 東京都 | 艾美結月 | 角之勇者 | 強龍粉紅 | 三角龍 | 野川瑞穗 |

19歲，是位千金小姐，目前是大學學生。
在電視本篇最後，和大吾成為情侶。
| 演員     | 生日       | 出生地 | 角色   | 唱名       | 代號   | 代表龍   | 替身     |
| -------- | ---------- | ------ | ------ | ---------- | ------ | -------- | -------- |
| 丸山敦史 | 1983/06/11 | 東京都 | 空蟬丸 | 雷鳴之勇者 | 強龍金 | 無齒翼龍 | 大藤直樹 |

30歲，是活躍於戰國時代的強龍者。

### 強龍者相關人物
賢神 嘉黎蕾
本來是亡領軍的一員，喜之戰騎，在電視本篇第45話被解雇後，在森林遭新哀之戰騎_哀思隆德追殺，最後被哀之戰騎_獃賈隆及強龍者所救。
在電視本篇最終話，最終棄暗投明，在幫助多林、拉米雷斯和鐵碎破壞亡領地獄，並在人間界找到了自己的生存道路，就是幫助人類。
在本作品中，和多林一樣成為賢神，組織了新的強龍者，並在背後支援。
對2013年的強龍藍有好感。
賢神實習生 拉丘洛
賢神_嘉黎蕾的下屬，本來是亡領軍的一員，樂之密探，在電視本篇第45話被解雇後，在森林遭新哀之戰騎_哀思隆德追殺，最後被哀之戰騎_獃賈隆及強龍者所救。
在電視本篇最終話，最終棄暗投明，在亡領被打敗後，同樣在人間界找到了自己的生存道路，就是幫助人類。
在本作品中，是位賢神實習生，跟在嘉黎蕾旁邊實習。
原賢神 多林
100年前與亡領軍戰鬥，最終卻戰死。

## 亡領軍
千面神官卡奧斯（千面神官ガオス）
率領復活亡領軍，目前為暫定的司令官。面貌與前任百面神官卡奧斯相似。由於日文「千面」與「洗面」同音，故不時自陷於「洗面」笑話中。
卑屈之戰騎史涅多（卑屈之戰騎スネルド）
專門收集卑屈感情的戰騎，面貌與怒之戰騎多柯多相似。酗酒成性。口頭禪是「反正我會…」。
嫉妬之戰騎荷西賈隆（嫉妬之戰騎ホシイガロン）
專門收集忌妒感情的戰騎，面貌與哀之戰騎獃賈隆相似。喜歡看雜誌。口頭禪是「好想要呀…」。
後悔之戰騎亞斯雷邦（後悔之戰騎アースレバン）
專門收集後悔感情的戰騎，是2114年的新戰騎。實際上是一百年前戰敗的亡領的後悔之心所產生的分身。
攻撃團・四季
亡領・ハルダモンネ
酷似亡領・タンゴセック的亡領獸。代表季節為春天
亡領・ナツダモンネ
酷似亡領・バーカン的亡領獸。代表季節為夏天
亡領・アキダモンネ
和本篇那隻長得一樣的亡領獸。代表季節為秋天
亡領・フユダモンネ
酷似亡領・ヤナサンタ的亡領獸。代表季節為冬天

## CAST
- 桐生大吾 / 強龍紅（聲）、阿大 / 強龍深藍（聲） / 強龍紅（聲）：竜星涼
- 伊恩·尤克蘭 / 強龍黑（聲）、阿伊 / 強龍銀（聲） / 強龍黑（聲）：斉藤秀翼
- 有働伸治 / 強龍藍（聲）、伸太 / 強龍藍（聲）：金城大和
- 立風館總司 / 強龍綠（聲）、總司郎 / 強龍灰（聲） / 強龍綠（聲）：塩野瑛久
- 艾美結月 / 強龍粉紅（聲）、艾美姐 / 強龍青（聲） / 強龍粉紅（聲：今野鮎莉
- 空蝉丸 / 強龍金（聲）、空比 / 強龍紫（聲） / 強龍金（聲）：丸山敦史
- 賢神嘉黎蕾（聲） / 人間體：戶松遙
- 彌生·烏爾謝德 / 強龍紫（聲）：飯豐萬理江
- 勝山琳：藤澤玲花（日语：藤沢玲花）

### 配音
- 元賢神多林/強龍銀：森川智之
- 賢神實習生拉丘洛：折笠愛
- 千面神官卡奧斯：菅生隆之
- 卑屈之戰騎史涅多：鶴岡聰
- 嫉妬之戰騎荷西賈隆：水島裕
- 後悔之戰騎亞斯雷邦：森久保祥太郎
- デーボ・アキダモンネ
- デーボ・フユダモンネ
- デーボ・ナツダモンネ
- デーボ・ハルダモンネ
- 各種電子音：千葉繁

## 工作人員
- 原作：八手三郎
- 製作人：大森敬仁（日语：大森敬仁）（東映）
- 脚本：三条陸
- 音樂：佐橋俊彦
- 動作指導：清家利一（日语：清家利一）（Japan Action Enterprise）
- 特撮監督：佛田洋（日语：佛田洋）（特撮研究所）
- 撮影：大澤信吾（日语：大沢信吾）
- 監督：竹本昇（日语：竹本昇）
- 制作：tv asahi、東映映像所（日语：東映ビデオ）、東映、東映エージエンシー（日语：東映エージエンシー）

## 主題歌

### 片頭曲
- 「VAMOLA!キョウリュウジャー」（VAMOLA! 強龍者）
  - 作詞：藤林聖子，作曲：持田裕輔，編曲：山下康介、持田裕輔，歌：鎌田章吾

### 片尾曲
- 「みんな集まれ!キョウリュウジャー(2114年ver.)」（大家集合! 強龍者(2114年ver.)）
  - 作詞：八手三郎、高取秀明，作曲：高取秀明，編曲：籠島裕昌，歌：高取秀明

### 插曲
- 「VAMOLA!キョウリュウジャー(キャンデリラver.)」（VAMOLA! 強龍者(嘉黎蕾ver.)）
  - 作詞：藤林聖子，作曲：持田裕輔，編曲：山下康介、持田裕輔，歌：キャンデリラ（CV：戶松 遙）

## 備註
1. ↑  HYPER HOBBY 2014年3月號
2. ↑  網路上其他常見的翻譯有大悟或大古
3. ↑  網路上另外一個常見的翻譯是伊安
4. ↑  網路上其他常見的翻譯有信春或信治
5. ↑  網路上另外一個常見的翻譯是宗司
6. ↑  網路上另外一個常見的翻譯是直接翻成Amy

## 外部連結
- 《歸來的獸電戰隊強龍者 100 Years After》東映官方網站 （页面存档备份，存于）